# Baruch Lanner
Baruch S. Lanner (sinh ngày 20 tháng 10 năm 1949) là một người Mỹ hành nghề rabbi Do Thái chính thống, người bị kết tội lạm dụng tình dục trẻ em.

## Sự nghiệp
Lanner là hiệu trưởng của Trường Trung học Hillel Yeshiva ở Ocean Township, New Jersey và sau đó là giám đốc các khu vực của Hội nghị Synagogue toàn cầu của Hiệp hội Chính thống giáo (NCSY).

## Tội phạm
Năm 2000, một loạt điều tra được xuất bản trong Tuần lễ Do Thái cáo buộc rằng Lanner đã lạm dụng thể chất và tình dục trẻ trong nhiều thập kỷ. Lanner đã từ chức một ngày sau khi nó được công bố. Câu chuyện, "Sự thơ ngây bị đánh cắp", sau đó đã giành một giải thưởng cho "nhà báo có tiếng."
Một cuộc điều tra được thực hiện bởi Liên minh Chính thống (OU). Ủy ban điều tra, đứng đầu bởi Tổng thống Hill-Hill, Richard Joel, đã tiêu tốn hơn 1 triệu USD cho phỏng vấn hơn 140 người và đã đưa ra một báo cáo dài 330 trang mô tả vụ lạm dụng. Bản báo cáo cáo buộc Lanner đã lạm dụng tình dục và tình cảm của hàng chục thanh thiếu niên, bao gồm vuốt ve các cô gái và quỳ gối các chàng trai ở háng, và sự lạm dụng đã bắt đầu vào năm 1970. Theo báo cáo, phó chủ tịch điều hành OU, Rabbi Raphael Butler, đã từ chức. Ông đã bị chỉ trích vì đã không hành động để khiếu nại sớm.
Lanner đã bị kết án năm 2002 vì lạm dụng tình dục hai cô gái tuổi teen đã theo học tại trường tôn giáo nơi ông làm hiệu trưởng, và bị kết án bảy năm tù giam. Một tòa phúc thẩm đã bãi nhiệm một trong những khoản phí bảo hiểm con cái trong năm 2005. Anh ta đã được thả vào ngày 10 tháng 1 năm 2008, và đã được tha bổng trong bốn năm.

## Hậu quả
Báo cáo thứ hai do OU đưa ra vào năm 2001 cho thấy lạm dụng đã bị bỏ qua trong nhiều thập kỷ, bất chấp nhiều phàn nàn, và "những sai sót sâu sắc trong phán quyết" đã được thực hiện, bao gồm thất bại trong quản lý. Vụ án đã được miêu tả như là "công khai" và là một "bước ngoặt trong cách cộng đồng Chính thống giáo giải quyết nạn lạm dụng tình dục.
Năm 2003, các thành viên của Beth Din đã điều tra Lanner năm 1989, Rabbis Mordechai Willig, Yosef Blau và Aaron Levine, xin lỗi các nạn nhân vì đã không hành động để ngăn chặn sự lạm dụng. Blau đã được Willig chỉ định để tư vấn nạn nhân qua nhiều năm.